# Система управління навчанням
Систе́ма управлі́ння навча́нням, також Систе́ма дистанці́йного навча́ння (англ. Learning management system) — система управління (англ. management system) навчальною діяльністю, яка використовується для розробки, управління та поширення навчальних онлайн-матеріалів із забезпеченням спільного доступу. Концепція систем управління навчанням виникла з e-Learning, тобто електронного навчання.

## Особливості
Система управління навчанням (СУН) може бути розміщена локально або на серверах постачальника. Системи, що розміщені на серверах постачальника, зазвичай працюють за моделлю SaaS (програмне забезпечення як послуга). Усі дані в таких системах зберігаються у постачальника і доступні через інтернет на комп'ютері чи мобільному пристрої. Використання хмарних систем від постачальника зазвичай простіше і не вимагає глибоких технічних знань. Натомість СУН, що розміщена локально, зберігає всі дані на внутрішніх серверах користувача. Програмне забезпечення такої системи часто є відкритим кодом, що дозволяє користувачам змінювати і підтримувати його за допомогою внутрішньої команди, придбавши програму безкоштовно або за плату.
Через СУН викладачі можуть створювати та інтегрувати навчальні матеріали, формулювати навчальні цілі, синхронізувати зміст та оцінки, слідкувати за прогресом навчання та створювати індивідуальні тести для студентів. Система дозволяє взаємодію через навчальні цілі, організує часові рамки навчання і надає навчальний контент та інструменти прямо учням. Оцінювання може бути автоматизоване. Система також може досягати маргіналізованих груп через спеціальні налаштування. Завдяки вбудованим функціям налаштування, таким як оцінювання та відстеження, учні можуть бачити свій прогрес в реальному часі, а викладачі можуть контролювати та спілкуватися про ефективність навчання. Однією з найважливіших функцій СУН є створення безперебійної комунікації між учнями та викладачами. Система не лише сприяє онлайн-навчанню, відстеженню прогресу, наданню цифрових навчальних інструментів та управлінню комунікацією, але й може використовуватися для надання різних комунікативних можливостей.

## Можливості
До складу системи входять засновані як на змістовній так і на комунікативній компоненті:
- індивідуальні завдання,
- проекти для роботи в малих групах,
- навчальні елементи для всіх студентів.

## Відомі представники системи
- aTutor
- Blackboard Learning System
- Brightspace
- CCNet
- Claroline
- Desire2Learn
- Dokeos
- eCollege
- Edmodo
- Fedena
- HotChalk
- ILIAS — вільне програмне забезпечення
- Jackson Creek Software
- JoomlaLMS
- Learn.com
- Meridian KSI
- Moodle
- NEO LMS
- Saba Learning Suite
- Sakai Project
- SharePointLMS
- Spiral Universe
- Thinking Cap
- TotalLMS

## Українські системи управління навчанням
- Smart HCM & LMS
- Навчай
- AcademyOcean
- KWIGA
- LMS Colaborator
- SendPulse LMS
- SkillzRun
- SmartExpert UA
- Softbook
- WeStudy
- WizzyLab
- Workademy